# オール阪神・和泉修の行き当たりばったり釣り紀行
オール阪神・和泉修の行き当たりばったり釣り紀行（-はんしん・いずみしゅうのいきあたりばったりつりきこう）は、朝日放送で年1回放送される釣りバラエティ番組。

## 概要
1996年4月19日放送開始。
番組の内容は、オール阪神と和泉修が世界各国の釣りを幻の巨大魚に挑む。

## 出演者
- オール阪神
- 和泉修
- 川下大洋（ナレーション）

## 放送日
- 第8弾 - 秘境コモド島で幻の巨大漁に挑む!!（2005年9月25日日曜日15:30～17:25）
- 第9弾 - 神秘の海モルディブで幻の巨大漁に挑む!!（2007年9月日曜日15:30～17:25）
- 第10弾 - 神秘の海フィジーで幻の巨大漁に挑む!!（2009年5月17日日曜日15:30～17:25）

## DVD
「行き当たりばったり釣り紀行VOL.1トカラ列島・パラオ編 ～大格闘 夢の50キロオーバー!?～」（朝日放送／YOSHIMOTO WORKS）
2007年8月8日発売された。

## スタッフ
第9弾
- 企画：高田昭徳（オール阪神の本名）、比企啓之（よしもとクリエイティブ・エージェンシー）
- 構成：桑原尚志
- 撮影：青木一弘（東通テクノサービス）
- 音声：福田弘樹（東通テクノサービス）
- 編集：森田晃壮（東通AVセンター）
- 整音：高橋真理（東通AVセンター）
- 音効：江頭博二（東通AVセンター）
- ディレクター：能嶋幸一（バックドロップ）
- プロデューサー：板井昭浩（ABC）、嶋田剛（よしもとクリエイティブ・エージェンシー）
- 制作：ABC、吉本興業

## ネット局
- TSK山陰中央テレビジョン放送
- HOME広島ホームテレビ（2007年に放送）